# Omikron: The Nomad Soul
Omikron: The Nomad Soul is een computerspel voor het platform Sega Dreamcast en voor de PC. Het spel werd uitgebracht in 1999.

## Ontvangst
Het spel werd ontvangen met gemengde reviews. Van GameRankings kreeg het spel 74,81% voor Windows en 66.14% voor de Sega Dreamcast.
| Beoordeeld door        | Jaar | Platform  | Score |
| ---------------------- | ---- | --------- | ----- |
| Just Adventure         | 2000 | Windows   | 91%   |
| Absolute Games (AG.ru) | 1999 | Windows   | 85%   |
| PC Player (Duitsland)  | 1999 | Windows   | 84%   |
| incite PC Gaming       | 2000 | Windows   | 80%   |
| SEGA-Portal.de         | 2009 | Dreamcast | 80%   |
| Power Unlimited        | 1999 | Windows   | 80%   |
| HonestGamers           | 2011 | Windows   | 70%   |
| Gamekult               | 2000 | Windows   | 70%   |
| GameSpot               | 1999 | Windows   | 60%   |
| Gaming Age             | 2004 | Windows   | 58%   |